# 李蓝起义
李蓝起义是自1859年秋至1865年夏历时六年于规模最大的一次农民起义，首领是贫农出身的李永和与苦力出身的蓝朝鼎，所以合称为李蓝起义军。他们以“不交租、不納糧”“打富济貧”的口号起义率领农民及苦力在云南昭通起义，后率众入川，他们决定在犍为、井研、荣县、威远一带的铁山地区建立根据地。这次起义历时六年，转战滇、川、鄂、豫、陕、甘六省，人数最多的时候达30余万。
他们和太平天国有很密切合作的关系。先是和太平军的石达开部互相支援，后来又和太平军西北远征军合并，并肩作战。